# Shelter Bay
Shelter Bay är en vik i Kanada.   Den ligger i provinsen British Columbia, i den södra delen av landet, 3 100 km väster om huvudstaden Ottawa.
I omgivningarna runt Shelter Bay växer i huvudsak barrskog. Trakten runt Shelter Bay är nära nog obefolkad, med mindre än två invånare per kvadratkilometer.